# Haymon Maria Buttinger
Haymon Maria Buttinger (* 3. Mai 1953 in Wien) ist ein österreichischer Schauspieler.

## Leben
Haymon Maria Buttinger besuchte zunächst das Jesuitenkollegium Kalksburg, von 1975 bis 1978 studierte er Schauspiel am Konservatorium Wien, 1978 legte er die Bühnenreifeprüfung vor der Paritätischen Bühnenprüfungskommission Wien ab. Nach ersten Bühnenerfahrungen als Schauspieler war er zunächst hauptsächlich als Innenrequisiteur tätig.
Von 1993 bis 1999 war er unter Claus Peymann festes Ensemblemitglied am Wiener Burgtheater, wo er in 17 Stücken insgesamt 24 Rollen verkörperte. Gastspiele führten ihn unter anderem ans Schauspielhaus Bochum, an das Schauspielhaus Zürich und das Thalia Theater Hamburg, nach Berlin, Straßburg und Stuttgart.
2010 holte ihn Michael Schottenberg ans Wiener Volkstheater, wo er seitdem in verschiedenen Gastrollen zu sehen war, etwa 2015/16 in Der Marienthaler Dachs von Ulf Schmidt. In der Saison 2013/14 spielte er am Volkstheater die Titelrolle im Woyzeck, dafür erhielt er 2014 den Dorothea-Neff-Preis für die beste schauspielerische Leistung und war im Rahmen der Verleihung des Nestroy-Theaterpreises 2014 als bester Schauspieler nominiert.
Im November 2019 feierte er in der Uraufführung von Michael Köhlmeiers Lamm Gottes als Tod am Bregenzer Theater Kosmos Premiere.

## Filmografie (Auswahl)
- 1982: Das Dorf an der Grenze – Kärnten 1948–1960
- 1982: Die Ausgesperrten (Regie: Franz Novotny)
- 1983: Ringstraßenpalais – Eine Rechnung wird bezahlt
- 1985: Coconuts – Immer Ärger mit der Kohle
- 1985: Der Bulle und das Mädchen
- 1986: Das Diarium des Dr. Döblinger (Regie: Michael Schottenberg)
- 1986: Malambo (Regie: Milan Dor)
- 1987: Mozart und Meisel – Wiener Schnitzel
- 1987: Tatort: Der letzte Mord
- 1989: Tatort: Geld für den Griechen
- 1990: Die Arbeitersaga – April 1945 – Das Plakat
- 1990: Tatort: Seven Eleven
- 1990: Nie im Leben (Regie: Helmut Berger, Nina Grosse)
- 1991: I love Vienna
- 1991: Malina
- 1991: Sehnsüchte oder Es ist alles unheimlich leicht (Regie: Wilhelm Pellert, Julian Pölsler)
- 1993: Die skandalösen Frauen (Regie: Xaver Schwarzenberger)
- 1993: Muttertag – Die härtere Komödie
- 1993: Schindlers Liste
- 1993: Tatort: Stahlwalzer
- 1994: Also schlafwandle ich am hellichten Tage (Regie: Hubert Sauper)
- 1994: Kommissar Rex – Flucht in den Tod
- 1994: Polizeiruf 110: Lauf, Anna, lauf!
- 1994: Bauernschach (Regie: Helmut Berger)
- 1995: Before Sunrise – Zwischenstopp in Wien
- 1995: Michelle (Regie: Kurt Haspel)
- 1996: Die totale Therapie (Regie: Christian Frosch)
- 1996: Kaisermühlen Blues – Voll daneben
- 1997: Die Knickerbocker-Bande – Die Tonne mit dem Totenkopf
- 1999: Geboren in Absurdistan
- 1999: Ratrace (Regie: Valentin Hitz)
- 2000: Heller als der Mond (Regie: Virgil Widrich)
- 2000: Kaisermühlen Blues – Venedig in Wien
- 2000: Medicopter 117 – Jedes Leben zählt – Irrfahrt am Himmel
- 2001–2002: MA 2412 (Fernsehserie, zwei Episoden)
- 2001: Julia – Eine ungewöhnliche Frau – Ungarische Rhapsodie
- 2002: SK Kölsch (Fernsehserie) – Die letzte Runde
- 2007: Tom Turbo – Der Dieb der Drachenträne (Fernsehserie)
- 2009: Böses Erwachen
- 2009: SOKO Donau/SOKO Wien – Alte Bekannte (Fernsehserie)
- 2010: Jud Süß – Film ohne Gewissen
- 2011: Kriegerin
- 2011: Tabu – Es ist die Seele ein Fremdes auf Erden
- 2013: Tatort: Angezählt (Fernsehreihe)
- 2013: Bad Fucking
- 2013: White Screech (Regie: Michael Fischa)
- 2015: Drei Eier im Glas
- 2015: Planet Ottakring
- 2015: SOKO Donau/SOKO Wien – Gottes innerer Schweinehund (Fernsehserie)
- 2015: Hangover in High Heels (Regie: Sven Bohse)
- 2017: Tom of Finland
- 2017: Der Hauptmann
- 2017: Hagazussa – Der Hexenfluch
- 2018: Loslassen
- 2018: Ballavita (Regie: Gerda Leopold)
- 2018: Der Zerrissene (Fernsehfilm)
- 2018: CopStories – Ewig her (Fernsehserie)
- 2018: Brink of Oblivion (Kurzfilm)
- 2018: Die Muse des Mörders (Fernsehfilm)
- 2018: SOKO Donau/SOKO Wien – Bis aufs Blut (Fernsehserie)
- 2019: Landkrimi – Das letzte Problem (Fernsehreihe)
- 2021: Vienna Blood – Die schwarze Feder (Fernsehreihe)
- 2022: Der Altaussee-Krimi: Letzte Bootsfahrt (Fernsehreihe)
- 2023: Tatort: Bauernsterben (Fernsehreihe)
- 2025: Klein-Sibirien (Pikku-Siperia)
- 2025: Dracula – Die Auferstehung (Dracula: A Love Tale)